# Liste des séries parues dans le Young King Ours
Cette page annexe liste l'ensemble des séries de manga étant ou ayant été prépubliées dans le magazine mensuel Young King Ours de l'éditeur Shōnen Gahōsha.

## Mode d'emploi et cadre de recherche
- Le tableau est triable.
  - Le tableau est, par défaut, affiché dans l'ordre d'apparition. Les 1re et 5e colonnes (« No  » et « Première publication ») trient dans le même ordre.
  - Les séries en cours apparaissent en fin de tableau si le tri est effectué selon la 6e colonne. Elles sont triées entre elles par ordre de première publication.
  - Des clés de tri en hiragana sont utilisées pour la 2de colonne.
  - Les 7e et 8e colonnes disposent d'un système de clés de tri afin de ne pas avoir de diacritique.
- Les 5e et 6e colonnes sont sous la forme « aaaa.nn » où « aaaa » désigne l'année et « nn » le numéro de la publication à prendre en compte.
  - S'il s'agit d'un numéro double, il apparait sous la forme « aaaa.nn/NN » où NN désigne le second numéro.
  - Une balise d'appel de références est automatiquement créée pour chaque année utilisée dans le tableau, il est toutefois nécessaire de créer la référence correspondante en fin de page.
- Deux couleurs sont utilisées dans le tableau pour signaler les manga en cours de publication lors de la dernière mise à jour :

|  | Manga en cours de publication le 20 septembre 2012 ; |

|  | Manga transféré dans un autre magazine et encore en cours de publication le 20 septembre 2012. |

- La 4e colonne (« Titre français ») n'est remplie que s'il existe un titre officiel en français choisi par un éditeur francophone.
- Les liens vers les articles en français se font dans la 4e colonne si elle est remplie, dans la 3e sinon.
- Les liens vers les articles en japonais n'existent que si l'article existe.
- Chaque année, groupe de hiragana ou lettre dispose d'une ancre. Après avoir trié selon ses désirs le tableau, il est possible de faire une recherche grâce au cadre ci-dessous.

| Type                    | Type                    | Liens | Pour les colonnes                                                                           |
| ----------------------- | ----------------------- | --- | ------------------------------------------------------------------------------------------- |
| Par ordre chronologique | Par ordre chronologique | - 1991 - 1995 - 1996 - 1997 - 1998 - 1999 2000 - 2001 - 2002 - 2003 - 2004 - 2005 - 2006 - 2007 - 2008 - 2009 2010 - 2011 - 2012 | No , Première publication, Dernière publication                                             |
| Par ordre chronologique | Par ordre chronologique | En cours | Dernière publication                                                                        |
| Titre                   | Par ordre numérique     | 0 à 9 | Titre japonais, Transcription, Traduction, Titre français, Auteur (dessinateur), Scénariste |
| Titre                   | Par ordre syllabaire    | - あ - か - さ - た - な - は - ま - や - ら - わ - ん                                                                           | Titre japonais                                                                              |
| Titre                   | Par ordre alphabétique  | - A - B - C - D - E - F - G - H - I - J - K - L - M N - O - P - Q - R - S - T - U - V - W - X - Y - Z                            | Transcription, Traduction, Titre français, Auteur (dessinateur), Scénariste                 |

## Liste
| No     | Titre japonais                           | Transcription                                    | Titre français                           | Première publication | Dernière publication | Auteur (Dessinateur) | Scénariste        |
| ------ | ---------------------------------------- | ------------------------------------------------ | ---------------------------------------- | -------------------- | -------------------- | -------------------- | ----------------- |
| 000 c  | んんん                                   | zzzzz                                            | 1991                                     | 1991.00              | 1991.00              | zzzzz                | zzzzz             |
| 001    | ジオブリーダーズ                         | Geobreeders                                      | Geobreeders                              | 1993.N°1,            | —                    | Akihiro Itō          | Isamu Imakake     |
| 001 c  | んんん                                   | zzzzz                                            | 1995                                     | 1995.00              | 1995.00              | zzzzz                | zzzzz             |
| 002    | アブラ・マンダラ                         | Abura Mandara                                    | —                                        | 1995.                | 1997.                | Motō Koyama          | —                 |
| 002 c  | んんん                                   | zzzzz                                            | 1996                                     | 1996.00              | 1996.00              | zzzzz                | zzzzz             |
| 003    | エクセル・サーガ                         | Excel Saga                                       | Excel Saga                               | 1996.No.17           | 2011.09              | Kōshi Rikudō         | —                 |
| 004    | コミックマスターJ                        | Comic Master J                                   | —                                        | 1996.No.19           | 2005.11              | Yūki Yugo            | Yoshiaki Tabata   |
| 005    | KAZAN                                    | Kazan                                            | Kazan                                    | 1996.                | 2001.                | Gaku Miyao           | —                 |
| 006    | 快尻グラマンチェ                         | Kaiketsu Guramanchie                             | —                                        | 1996.                | ?.                   | Katsumi Yamaguchi    | —                 |
| 007    | ブルヴァール                             | Boulevard                                        | —                                        | 1996.                | ?.                   | Kaoru Hinase         | —                 |
| 007 c  | んんん                                   | zzzzz                                            | 1997                                     | 1997.00              | 1997.00              | zzzzz                | zzzzz             |
| 008    | ドライエック                             | Dreieck                                          | —                                        | 1997.No.26           | 1997.No.33           | Hajime Yamamura      | —                 |
| 009    | HELLSING                                 | Hellsing                                         | Hellsing                                 | 1997.No.27           | 2008.11              | Kōta Hirano          | —                 |
| 010    | トライガン・マキシマム                   | Trigun Maximum                                   | Trigun Maximum                           | 1997.No.32           | 2007.05              | Yasuhiro Nightow     | —                 |
| 010 c  | んんん                                   | zzzzz                                            | 1998                                     | 1998.00              | 1998.00              | zzzzz                | zzzzz             |
| 011    | スタンダードブルー                       | Standard Blue                                    | —                                        | 1998.No.35           | 1998.12              | Hiroki Ugawa         | —                 |
| 012    | だいらんど                               | Dieland                                          | —                                        | 1998.06              | 1999.09              | Gaasan               | —                 |
| 013    | 夜の燈火と日向のにおい                   | Yoru no Akari to Hinata no nioi                  | —                                        | 1998.06              | 2003.09              | Adusa Kima           | —                 |
| 014    | 恋愛ディストーション                     | Renai Distortion                                 | —                                        | 1998.07              | 2000.07              | Sukune Inugami       | —                 |
| 015    | LOAN WOLF                                | Loan Wolf                                        | —                                        | 1998.12              | 2001.12              | Shutaro Yamada       | —                 |
| 016    | うさぎちゃんでCue!!                      | Usagi-chan de Cue!!                              | —                                        | 1998.?               | —                    | Takashi Sano         | —                 |
| 017    | 未開封なカノジョたち                     | '                                                | —                                        | 1998.                | ?.                   | Gaasan               | —                 |
| 017 c  | んんん                                   | zzzzz                                            | 1999                                     | 1999.00              | 1999.00              | zzzzz                | zzzzz             |
| 018    | 東方鉄腕小町ドキドキロコモーション       | Dokidoki Locomotion                              | —                                        | 1999.12              | 2002.03              | Tomohiro Kōda        | —                 |
| 018 c  | んんん                                   | zzzzz                                            | 2000                                     | 2000.00              | 2000.00              | zzzzz                | zzzzz             |
| 019    | 泥棒猫                                   | Dorobō neko                                      | —                                        | 2000.01              | 2003.09              | Masaru Ohishi        | —                 |
| 020    | カムナガラ                               | Kamunagara                                       | Kamunagara                               | 2000.01              | 2006.04              | Hajime Yamamura      | —                 |
| 021    | 朝霧の巫女                               | Asagiri no Miko                                  | Asagiri : Les Prêtresses de l'aube       | 2000.03              | 2007.08              | Hiroki Ugawa         | —                 |
| 022    | 迷彩君                                   | Meisai-kun                                       | —                                        | 2000.                | 2003.                | Satoru Sao           | —                 |
| 022 c  | んんん                                   | zzzzz                                            | 2001                                     | 2001.00              | 2001.00              | zzzzz                | zzzzz             |
| 023    | ピルグリム・イェーガー                   | Pilgrim Jager                                    | Pilgrim Jager                            | 2001.10              | 2006.11              | Mami Itō             | Tow Ubukata       |
| 024    | ヒミツの保健室                           | Himitsu no hokenshitsu                           | —                                        | 2001.10              | 2007.04              | Yuka Santō           | —                 |
| 025    | みのりの日々                             | Minori no hibi                                   | —                                        | 2001.12              | 2005.05              | Hirokazu Inōe        | —                 |
| 026    | ウチら陽気なシンデレラ                   | Uchira Yōkina Cinderella                         | —                                        | 2001.12              | 2006.04              | Poorin Sanada        | —                 |
| 027    | Holy Brownie                             | Holy Brownie                                     | —                                        | 2001.                | 2010.                | Kōshi Rikudō         | —                 |
| 028    | ジンクホワイト                           | Blanc de zinc                                    | —                                        | 2001.                | 2003.                | Mari Koizume         | —                 |
| 028 c  | んんん                                   | zzzzz                                            | 2002                                     | 2002.00              | 2002.00              | zzzzz                | zzzzz             |
| 029    | もののけ☆ちんかも                        | Mononoke Chinkamo                                | —                                        | 2002.05              | 2003.03              | Kei Kusunoki         | —                 |
| 030    | ふたりぼっち伝説                         | Futari bocchi densetsu                           | —                                        | 2002.07              | —                    | Shōji Satō           | —                 |
| 031    | ベイビーリーフ                           | Baby Leaf                                        | —                                        | 2002.08              | 2003.01              | Hikaru Ninomiya      | —                 |
| 032    | 散人左道                                 | Sanjin Sadō                                      | —                                        | 2002.11              | 2004.07              | Satoshi Mizukami     | —                 |
| 032 c  | んんん                                   | zzzzz                                            | 2003                                     | 2003.00              | 2003.00              | zzzzz                | zzzzz             |
| 033    | ナポレオン -獅子の時代-                  | Napoleon - Shishi no jidai                       | —                                        | 2003.02              | 2011.02              | Tetsuya Hasegawa     | —                 |
| 034    | NAGI                                     | Nagi                                             | —                                        | 2003.08              | 2004.06              | Q-taro Hanamizawa    | —                 |
| 035    | ピピンとピント☆                          | Pipin to Pinto                                   | —                                        | 2003.11              | 2005.08              | Masaru Ohishi        | —                 |
| 036    | 妄想戦士ヤマモト                         | Mōsō Soldier Yamamoto                            | —                                        | 2003.12              | 2006.02              | Kōji Onodera         | —                 |
| 036 c  | んんん                                   | zzzzz                                            | 2004                                     | 2004.00              | 2004.00              | zzzzz                | zzzzz             |
| 037    | イノセントW                              | Innocent W                                       | Innocent W                               | 2004.01              | 2006.08              | Kei Kusunoki         | —                 |
| 038    | ブロッケンブラッド                       | Brocken Blood                                    | —                                        | 2004.02              | 2011.07              | Etorōji Shiono       | —                 |
| 039    | 超人ロック                               | Chōjin Locke                                     | —                                        | 2004.02              | 2010.12              | Yuki Hijiri          | —                 |
| 040    | アイ 光と水のダフネ                      | Ai - Hikari to mizu no Daphne                    | —                                        | 2004.03              | 2004.12              | Satoshi Shiki        | —                 |
| 041    | アニメがお仕事!                          | Anime ga oshigoto!                               | Je travaille dans l'animation            | 2004.04              | 2007.09              | Atsuko Ishida        | —                 |
| 042    | ハニハニハッ! -サテライトNOAH漂流記-     | Hanihaniha!                                      | —                                        | 2004.                | ?.                   | Gaasan               | —                 |
| 043    | 無敵番長バクライガ                       | Muteki banchō bakuraiga                          | —                                        | 2004.                | ?.                   | Tomohiro Shimoguchi  | Eiichi Shimizu    |
| 043 c  | んんん                                   | zzzzz                                            | 2005                                     | 2005.00              | 2005.00              | zzzzz                | zzzzz             |
| 044    | ラヴ・バズ                               | Love Buzz                                        | —                                        | 2005.01              | 2005.09              | Takako Shimura       | —                 |
| 045    | それでも町は廻っている                   | Soredemo machi wa mawatteiru                     | —                                        | 2005.05              | —                    | Masakazu Ishiguro    | —                 |
| 046    | 惑星のさみだれ                           | Hoshi no Samidare                                | Samidare, Lucifer and the Biscuit Hammer | 2005.06              | 2010.10              | Satoshi Mizukami     | —                 |
| 047    | ワールドエンブリオ                       | World Embryo                                     | World Embryo                             | 2005.06              | —                    | Daisuke Moriyama     | —                 |
| 048    | RAISE                                    | Raise                                            | —                                        | 2005.07              | 2007.06              | Kaoru Shintani       | —                 |
| 049    | 東京クレーターのアカリ                   | Tokyo Crater no Akari                            | —                                        | 2005.                | 2006.                | Tsuyoshi Isomoto     | —                 |
| 049 c  | んんん                                   | zzzzz                                            | 2006                                     | 2006.00              | 2006.00              | zzzzz                | zzzzz             |
| 050    | 水惑星年代記                             | Mizu wakusei nendaiki                            | —                                        | 2006.02              | 2008.12              | Masaru Ohishi        | —                 |
| 051    | ドボガン天国                             | Dobogan Tengoku                                  | —                                        | 2006.07              | 2009.12              | Pōrin Sanada         | —                 |
| 052    | ブランカイザー                           | '                                                | —                                        | 2006.09              | —                    |                      | —                 |
| 053    | 聖乙女学園血風録                         | Sento otome gakuen keppūroku                     | —                                        | 2006.10              | 2007.12              | Kōji Onodera         | —                 |
| 054    | 平成COMPLEX                              | Heisei Complex                                   | —                                        | 2006.                | ?.                   | Takeshi Kodama       | —                 |
| 054 c  | んんん                                   | zzzzz                                            | 2007                                     | 2007.00              | 2007.00              | zzzzz                | zzzzz             |
| 055    | コンビニDMZ                              | Konbini DMZ                                      | —                                        | 2007.01              | 2010.06              | Satoru Sao           | —                 |
| 056    | 特務戦隊伊吹                             | Tokumu sentai Ibuki                              | —                                        | 2007.03              | 2008.04              | Renga Kijima         | —                 |
| 057    | べじたぶる                               | Bejitaburu                                       | —                                        | 2007.06              | 2008.11              | Ashita Morimi        | —                 |
| 058    | 月の海のるあ                             | Tsuki no umi no rua                              | —                                        | 2007.10              | 2009.10              | Takeshi Nogami       | —                 |
| 059    | シュガーはお年頃                         | Sugar wa otoshigoro                              | —                                        | 2007.10              | 2009.07              | Hikaru Ninomiya      | —                 |
| 060    | 並木橋通りアオバ自転車店                 | Namikibashi doori: Aoba jitenshaten              | —                                        | 2007.12              | —                    | Gaku Miyao           | —                 |
| 060 c  | んんん                                   | zzzzz                                            | 2008                                     | 2008.00              | 2008.00              | zzzzz                | zzzzz             |
| 061    | 新逆八犬伝アウトカラーズ                 | Shin giyaku hakkenden Autokarazu                 | —                                        | 2008.05              | 2009.10              | Atsuko Ishida        | —                 |
| 062    | 破戒劔師 ハカイケンシ-TAO-BLADE-         | Hakai Kenshi - Tao-Blade                         | —                                        | 2008.07              | 2009.12              | Yūsuke Takeyama      | —                 |
| 063    | 清々と                                   | Saya Saya to                                     | —                                        | 2008.11              | —                    | Fumiko Tanikawa      | —                 |
| 064    | 神のDICE                                 | Kami no Dice                                     | —                                        | 2008.12              | 2009.05              | Fumino Hayashi       | —                 |
| 065    | オニギリ!!!                              | Onigiri!!!                                       | —                                        | 2008.                | 2008.                | Yuichiro Honzawa     | Hiromi Motoi      |
| 066    | ケダモノの唄                             | Kedamono no uta                                  | —                                        | 2008.                | 2009.                | Kei Kusunoki         | —                 |
| 066 c  | んんん                                   | zzzzz                                            | 2009                                     | 2009.00              | 2009.00              | zzzzz                | zzzzz             |
| 067    | おいでませり                             | Oidema Seri                                      | —                                        | 2009.02              | 2010.08              | Masaru Ohishi        | —                 |
| 068    | アスクライブ・トゥ・ヘヴン               | Ascribe to Heaven                                | —                                        | 2009.02              | —                    | Yukiru Sugisaki      | —                 |
| 069    | 平安ブレイズ                             | Heian Blades                                     | —                                        | 2009.05              | 2010.10              | Tei Ogata            | —                 |
| 070    | みくもとかさね                           | Mikumo to Kasane                                 | —                                        | 2009.06              | —                    | Hōsui Yamazaki       | —                 |
| 071    | ドリフターズ                             | Drifters                                         | Drifters                                 | 2009.06              | —                    | Kōta Hirano          | —                 |
| 072    | ツマヌダ格闘街                           | Tsumanuda Fight Town                             | —                                        | 2009.07              | 2011.07              | Michiro Ueyama       | —                 |
| 073    | 天にひびき                               | Ten ni Hibiki                                    | —                                        | 2009.07              | —                    | Hajime Yamamura      | —                 |
| 074    | ハピキャス!                              | Hapikyasu!                                       | —                                        | 2009.07              | —                    | Monaka Yujiki        | —                 |
| 075    | スプライトシュピーゲル                   | Sprite Spiegel                                   | —                                        | 2009.11              | 2010.05              | Koban Sameda         | Tō Ubukata        |
| 076    | 蒼き鋼のアルペジオ                       | Aoki Hagane no Arpeggio                          | —                                        | 2009.11              | —                    | Performance Ark      | —                 |
| 076 c  | んんん                                   | zzzzz                                            | 2010                                     | 2010.00              | 2010.00              | zzzzz                | zzzzz             |
| 077    | アサギリノミコ〜オルタナティブシアター〜 | '                                                | —                                        | 2010.03              | —                    | Hiroki Ugawa         | —                 |
| 078    | ヘン集女王                               | Henshū Joō                                       | —                                        | 2010.03              | 2012.07              | Yūga Takauchi        | —                 |
| 079    | ブレイドブレイカー                       | Blade Breaker                                    | —                                        | 2010.05              | 2011.07              | Kyōtarō Suzuki       | —                 |
| 080    | セカイのミカタ                           | Sekai no Mikata                                  | —                                        | 2010.06              | 2011.05              | Sanami Suzuki        | —                 |
| 081    | 僕らはみんな河合荘                       | Bokura wa Minna Kawaisō                          | —                                        | 2010.06              | —                    | Ruri Miyahara        | —                 |
| 082    | アリョーシャ!                            | Aлёша!                                           | —                                        | 2010.07              | —                    | Rururu Kondō         | —                 |
| 083    | 裸者と裸者 -孤児部隊の世界永久戦争-      | Rasha to Rasha - Koji Butai no Sekai Eikyū Sensō | —                                        | 2010.08              | —                    | Anno Nanakamado      | Bunzō Uchimi      |
| 084    | サムライリーガーズ                       | Samurai Leaguers                                 | —                                        | 2010.10              | 2012.10              | Yūsuke Takeyama      | —                 |
| 084 c  | んんん                                   | zzzzz                                            | 2011                                     | 2011.00              | 2011.00              | zzzzz                | zzzzz             |
| 085    | 超人ロック 風の抱擁                      | Chōjin Locke: Kaze no Hōyō                       | —                                        | 2011.01              | —                    | Yuki Hijiri          | —                 |
| 086    | タイニープリニウス                       | Tiny Prinius                                     | —                                        | 2011.02              | 2012.02              | Masaru Ohishi        | —                 |
| 087    | パラダイス→パラドックス                  | Paradise → Paradox                               | —                                        | 2011.02              | 2011.05              | Yuriko Suda          | —                 |
| 088    | ナポレオン -覇道進撃-                    | Napoleon - Hadō Shingeki                         | —                                        | 2011.03              | —                    | Tetsuya Hasegawa     | —                 |
| 089    | スプライトシュピーゲル                   | Sprite Spiegel                                   | —                                        | 2011.05              | —                    | Koban Sameda         | Tō Ubukata        |
| 090    | 稲田小鬼物語                             | Inada Kooni monogatari                           | —                                        | 2011.07              | 2012.02              | Masaru Ohishi        | —                 |
| 091    | 球場ラヴァーズ                           | Kyūjō Lovers                                     | —                                        | 2011.07              | —                    | Atsuko Ishida        | —                 |
| 092    | かみわたし〜神様の箸渡し〜               | Kamiwatashi - Kamisama no hashi watashi          | —                                        | 2011.09              | 2012.08              | Keitarō Arima        | —                 |
| 093    | ウォースパイト〜マルスの目〜             | Warsprite - Mars no me                           | —                                        | 2011.09              | 2012.08              | Satoru Sao           | —                 |
| 094    | リュウマのガゴウ                         | Ryūma no Gagō                                    | —                                        | 2011.11              | —                    | Hiroki Miyashita     | —                 |
| 094 c  | んんん                                   | zzzzz                                            | 2012                                     | 2012.00              | 2012.00              | zzzzz                | zzzzz             |
| 095    | カラメルキッチュ遊撃隊                   | Caramel Kitsch Yūgekitai                         | —                                        | 2012.04              | —                    | Masaru Ooishi        | —                 |
| 096    | AGEHA                                    | Ageha                                            | —                                        | 2012.06              | 2013.8               | Kōshi Rikudō         | —                 |
| 097    | スピリットサークル -魂環-                | Spirit Circle                                    | —                                        | 2012.07              | —                    | Satoshi Mizukami     | —                 |
| 098    | ア部！葉桜中アニマル部                   | A Bu! Hazakura Naka Animal Bu                    | —                                        | 2012.08              | —                    | Keito Yoshikawa      | —                 |
| 099    | ソレミテ〜それでも霊が見てみたい〜       | Soremite - Soredemo Rei ga Mite Mitai            | —                                        | 2012.09              | —                    | Kōji Onoderu         | Masakazu Ishiguro |
| 996 01 | んんん                                   | zzzzz                                            | En cours                                 | 9996.01              | 9996.1968 00         | zzzzz                | zzzzz             |
| 997 01 | 00000                                    | 00000                                            | 0-9                                      | 9997.01              | 9997.01              | 00000                | 00000             |
| 998 01 | あ                                       | zzzzz                                            | あ à お                                  | 9998.01              | 9998.01              | zzzzz                | zzzzz             |
| 998 02 | か                                       | zzzzz                                            | か à こ                                  | 9998.02              | 9998.02              | zzzzz                | zzzzz             |
| 998 03 | さ                                       | zzzzz                                            | さ à そ                                  | 9998.03              | 9998.03              | zzzzz                | zzzzz             |
| 998 04 | た                                       | zzzzz                                            | た à と                                  | 9998.04              | 9998.04              | zzzzz                | zzzzz             |
| 998 05 | な                                       | zzzzz                                            | な à の                                  | 9998.05              | 9998.05              | zzzzz                | zzzzz             |
| 998 06 | は                                       | zzzzz                                            | は à ほ                                  | 9998.06              | 9998.06              | zzzzz                | zzzzz             |
| 998 07 | ま                                       | zzzzz                                            | ま à も                                  | 9998.07              | 9998.07              | zzzzz                | zzzzz             |
| 998 08 | や                                       | zzzzz                                            | や à よ                                  | 9998.08              | 9998.08              | zzzzz                | zzzzz             |
| 998 09 | ら                                       | zzzzz                                            | ら à ろ                                  | 9998.09              | 9998.09              | zzzzz                | zzzzz             |
| 998 10 | わ                                       | zzzzz                                            | わ à を                                  | 9998.10              | 9998.10              | zzzzz                | zzzzz             |
| 998 11 | ん                                       | zzzzz                                            | ん                                       | 9998.11              | 9998.11              | zzzzz                | zzzzz             |
| 999 01 | んんん                                   | A                                                | A                                        | 9999.01              | 9999.01              | A                    | A                 |
| 999 02 | んんん                                   | B                                                | B                                        | 9999.02              | 9999.02              | B                    | B                 |
| 999 03 | んんん                                   | C                                                | C                                        | 9999.03              | 9999.03              | C                    | C                 |
| 999 04 | んんん                                   | D                                                | D                                        | 9999.04              | 9999.04              | D                    | D                 |
| 999 05 | んんん                                   | E                                                | E                                        | 9999.05              | 9999.05              | E                    | E                 |
| 999 06 | んんん                                   | F                                                | F                                        | 9999.06              | 9999.06              | F                    | F                 |
| 999 07 | んんん                                   | G                                                | G                                        | 9999.07              | 9999.07              | G                    | G                 |
| 999 08 | んんん                                   | H                                                | H                                        | 9999.08              | 9999.08              | H                    | H                 |
| 999 09 | んんん                                   | I                                                | I                                        | 9999.09              | 9999.09              | I                    | I                 |
| 999 10 | んんん                                   | J                                                | J                                        | 9999.10              | 9999.10              | J                    | J                 |
| 999 11 | んんん                                   | K                                                | K                                        | 9999.11              | 9999.11              | K                    | K                 |
| 999 12 | んんん                                   | L                                                | L                                        | 9999.12              | 9999.12              | L                    | L                 |
| 999 13 | んんん                                   | M                                                | M                                        | 9999.13              | 9999.13              | M                    | M                 |
| 999 14 | んんん                                   | N                                                | N                                        | 9999.14              | 9999.14              | N                    | N                 |
| 999 15 | んんん                                   | O                                                | O                                        | 9999.15              | 9999.15              | O                    | O                 |
| 999 16 | んんん                                   | P                                                | P                                        | 9999.16              | 9999.16              | P                    | P                 |
| 999 17 | んんん                                   | Q                                                | Q                                        | 9999.17              | 9999.17              | Q                    | Q                 |
| 999 18 | んんん                                   | R                                                | R                                        | 9999.18              | 9999.18              | R                    | R                 |
| 999 19 | んんん                                   | S                                                | S                                        | 9999.19              | 9999.19              | S                    | S                 |
| 999 20 | んんん                                   | T                                                | T                                        | 9999.20              | 9999.20              | T                    | T                 |
| 999 21 | んんん                                   | U                                                | U                                        | 9999.21              | 9999.21              | U                    | U                 |
| 999 22 | んんん                                   | V                                                | V                                        | 9999.22              | 9999.22              | V                    | V                 |
| 999 23 | んんん                                   | W                                                | W                                        | 9999.23              | 9999.23              | W                    | W                 |
| 999 24 | んんん                                   | X                                                | X                                        | 9999.24              | 9999.24              | X                    | X                 |
| 999 25 | んんん                                   | Y                                                | Y                                        | 9999.25              | 9999.25              | Y                    | Y                 |
| 999 26 | んんん                                   | Z                                                | Z                                        | 9999.26              | 9999.26              | Z                    | Z                 |